# Polysyncraton porou
Polysyncraton porou är en sjöpungsart som beskrevs av Monniot 1987. Polysyncraton porou ingår i släktet Polysyncraton och familjen Didemnidae. Inga underarter finns listade i Catalogue of Life.